# Carl Seifert (virksomhed)
 For alternative betydninger, se Carl Seifert. (Se også artikler, som begynder med Carl Seifert)
Carl Seifert var et dansk smedefirma grundlagt den 1. marts 1883 af Carl Seifert (1860-1935), der især arbejdede for borgerskabet i København.
Seiferts første værksted havde han i Lille Regnegade. Efter flere udvidelser erhvervede han i 1906 firmaets hjemsted, ejendommen i Badstuestræde 18, og samme år overtog han den af smedemester H.M. Nielsen (1841-1906) i 1872 grundlagte forretning. Efter en gennemgribende ombygning af den nyerhvervede ejendom flyttedes værkstederne hertil. Smedemester Hugh Seifert (14. juni 1902 – 1970), der var søn af stifteren, indtrådte som medindehaver den 1. marts 1927 og var siden sin faders død i 1935 eneindehaver. Ved Hugh Seiferts død 1970 gik firmaet, som nu havde til huse på Prags Boulevard 94 på Amager i arv til dennes ældste barn, smedemester og ingeniør Carl Johan Seifert (1933-), som siden omdannede det til aktieselskabet Carl Seifert a/s og flyttede produktionen til Industriholmen 43 i Hvidovre.
I 1997 solgtes firmaet til den svenske, multinationale koncern Gunnebo Security Group, der stadig har produktion på Industriholmen. Familien Seifert har ikke længere noget engagement i firmaet.
Firmaet, der oprindeligt beskæftigede sig med alt arbejde inden for smedefaget, specialiserede sig over årene i fremstilling af banksikringsanlæg: panserdøre, boksanlæg, døgnbokse, pengeskabe m.m. og var leverandør til Danske Bank og andre danske banker. Firmaet har ligeledes udført montrer og sikringsanlæg til kronjuvelerne på Rosenborg Slot.